# Vasárnapi Könyvtár (Heckenast Gusztáv)
A Vasárnapi Könyvtár egy 19. század közepén megjelent magyar szépirodalmi könyvsorozat, kiadója Heckenast Gusztáv. A következő köteteket tartalmazta:
- I. évfolyam
- 1. köt. Kisfaludy Sándor. Regék a magyar előidőből. 21 képpel. Csobáncz. – Tátika. – Somló. (144 l.) 1856.
- 2. köt. Szalay László. A tatárjárás Magyarországon. 1241-1242. 17 képpel. (127 l.) 1856.
- 3. köt. Hunyadi Mátyás király. Irta »Eszther« sat. szerzője. 16 képpel. (144 l.) 1856.
- 4. köt. Hegedűs. A természetből. 33 képpel. (125 l.) 1856.
- 5. és 6. köt. Boldogháza. Buzditó és oktató történet értelmes földmívesek számára. (Zschokke után Boross Mihály.) 2 rész. 43 képpel. (111 és 1 l.; 127 és 1 l.) 1856.
- 7. köt. Fényes Elek. Utazások az éjszaki sarkvidékeken. 27 képpe. (128 l.) 1856.
- 8. köt. Kisfaludy Károly. Víg elbeszélések. 16 képpe. (128 l.) 1856. Tollagi Jónás viszontagságai. – Sulyosdi Simon. – Mit csinál a gólya. – Fejér köpönyeg. – Bajjal ment, vígan jött.
- 9. köt. Jókai Mór. A legvitézebb huszár. 15 képpel. (111 és 1 l.) 1856.
- 10. köt. Újabb magyar költők. Válogatott gyüjtemény a magyar nép számára. Összeszedte Boross Mihály. 15 képpel. (127 l.) 1856.
- II. évfolyam
- 1. és 2. köt. Mesék. Franczia után Lovász-tól. Ujra szerkeszté Czuczor Gergely. 2 rész. 60 képpel. (128, 111 l.) 1857.
- 3. köt. Gaal (József.) Gróf Benyovszky Móricz élete és viszontagságai. 10 képpel. (110 l.) 1857.
- 4. köt. Szegfi Mór. A világ csudái. 19 képpel. (112 l.) 1857.
- 5-7. köt. András a szolgalegény. Regény a magyar nép számára. (Gotthelf Jeremiás után fordította Boross Mihály) 3 köt. 35 képpel. (104, 108, 112 l.) 1857.
- 8. köt. Gall (József.) Rontó Pál élete és viszontagságai. 12 képpel. (112 l.) 1857.
- 9. köt. Kisfaludy Sándor. Regék a magyar előidőből. 12 képpel. (111 és 1 l.) 1857. Dobozi Mihály és hitvese. – Somlai vérszüret. – Eseghvár.
- 10. köt. Fényes Elek. Szigetvár ostroma. 11 képpel. (111 és 1 l.) 1857.
- III. évfolyam
- 1. köt. Jókai Mór. Regék. 10 képpel. (103 és 1 l.) 1858. –.20 A tündérnő fia. – Az atya nyilai. – A zomotor. – A csillaglövés. – Csaba ire. – A fehér sas. – A Sztambulig lőtt nyíl. – Hadak útja. – A tengerszem tündére. – Thonuzoba.
- 2-4. köt. Robinson Crusoe élete és kalandjai. Angol után átdolgozva. 3 köt. 114 képpel. (110 l. és 1 lev.; 128 l. és 1 lev.; 110 l. és 1 lev.) 1858.
- 5. köt. Pál és Virginia. Francziából. 21 képpel. (128 l.) 1858.
- 6. és 7. köt. (Goldsmith Olivér.) A vékfieldi lelkész. Elbeszélés angolból. 2 köt. 65 képpel. (116 l. és 1 lev.; 108 l. és 1 lev.) 1858.
- 8. köt. Pálffy Albert. Attila isten ostora. Regény a magyar nép számára. (111 és 1 l.) 1859.
- 9. köt. Jósika Miklós. Elbeszélések. (110 és 1 l.) 1859.
- 10. köt. Gaal (József). Peru fölfedezése és elfoglalása. (111 l.) 1859.